# Edwin George Ross Waters
Edwin George Ross Waters (* 12. Mai 1890 in Wandsworth; † 22. März 1930) war ein britischer Romanist.

## Leben und Werk
Waters war Schüler und Mitarbeiter von Paul Studer, den er von 1922 bis 1924 auf seinem Oxforder Lehrstuhl vertrat. 1926 wurde er offiziell Reader, 1927 Nachfolger seines Lehrers auf dem Lehrstuhl für romanische Philologie. Ihm folgte 1930 Alfred Ewert nach.

## Werke
- (Hrsg. zusammen mit Paul Studer) Historical French Reader. Medieval Period, Oxford 1924, 1958, 1970, 1974
- (Hrsg.) The Anglo-Norman Voyage of St. Brendan by Benedeit. A poem of the early twelfth century, edited with introduction, notes & glossary, Oxford 1928, Genf 1974
- (Hrsg.) A Thirteenth Century Algorism in French Verse. Edited and translated, with introduction and notes, Brügge 1928
- (Hrsg.) An old Italian version of the Navigation Sancti Brendani. With a foreword by Professor Johan Vising, London 1931